# Халонь, Казимеж
Казимеж Халонь, пол. Kazimierz Hałoń (5 мая 1915, Бжеще, Царство Польское — 26 августа 2000, Краков, Польша) — польский подпольщик в годы Второй мировой войны, член Польской социалистической партии. Был узником концентрационного лагеря Аушвиц, одним из числа тех, кто сумел совершить успешный побег.
В 1996 году издал книгу мемуаров «В работе и борьбе: воспоминания» (пол. W pracy i walce: wspomnienia).

## Биография
Старший сын Петра и Марии Халонь, кроме него в семье было ещё двое детей: Мария и Эдвард. Отец работал плотником на угольной шахте, мать была домохозяйкой.
С 10 июля 1930 года начал работать на шахте вместе с отцом. В 1932 году поступил в заводскую школу (аналог ПТУ), где обучался слесарному делу.
В феврале 1937 года был призван на действительную военную службу в 5-й тяжелый артиллерийский полк в Кракове. Участвовал в Сентябрьской кампании. 18 сентября 1939 года попал в плен к немцам.
10 января 1941 года сбежал из тюрьмы, в которой содержался, и вернулся в родной город Бжеще. В феврале 1941-го, чтобы не подвергать семью опасности ареста, перебрался в Тшебиню, где примкнул к подполью Польской социалистической партии, вызвавшись быть связным. Чуть позднее, раздобыв фальшивые документы на имя Казимежа Вроны, переехал в Краков, где устроился на работу сварщиком в пожарном кооперативе, продолжая сотрудничать с местной подпольной ячейкой.
10 июля 1941 года был арестован на вокзале в Сосновце. В сентябре 1941-го отправлен в концлагерь Аушвиц, по прибытии получил лагерный номер 20687.
В лагере познакомился с Юзефом Путеком и Юзефом Циранкевичем, благодаря которым смог поддерживать связь с семьёй и краковскими подпольщиками. Вместе с Циранкевичем разработал план совместного побега, состоявший в том, чтобы покинуть территорию Аушвица, притворившись гражданскими рабочими, приходившими в лагерь каждый день. Впоследствии Циранкевич отказался бежать, посчитав, что в лагере ему ничего не угрожало, а деятельность краковской ячейки Польской социалистической партии, одним из лидеров которой он являлся, на тот момент уже стабилизировалась и не требовала его непосредственного участия.
С помощью Адама Рысевича Халонь раздобыл гражданскую одежду и поддельные документы и 10 февраля 1943 года совершил побег из Аушвица. Первоначально добрался до Явожно, оттуда уехал в Краков, где вышел на связь с подпольем, предоставив ему подробные свидетельские показания об ужасах, творившихся в лагере. Эти отчёты были позже опубликованы в подпольном социалистическом журнале «Свобода» (пол. Wolność) в виде шести статей.
Работал в краковском подполье, распространяя нелегальную прессу, в частности «Краковский вестник» (пол. Goniec Krakowski), возглавлял одну из боевых групп.
После окончания войны некоторое время жил во Вроцлаве, но в июле 1948 года вернулся в Краков, где устроился на работу в кооператив по пошиву одежды. Участвовал в трудовом кооперативном движении в период с 1949 по 1981 годы, став одним из его активистов.
В 1990-х годах стал членом Серийного совета спортивного клуба «Краковия».
Умер 26 августа 2000 года в Кракове. Похоронен на Раковицком кладбище (участок LVIII, южный ряд, местоположение: 10) вместе с женой Иреной Халонь, урождённой Корженяк (7 июля 1926 — 18 марта 2018).